# Tập hợp chính tắc lớn
Trong Vật lý thống kê, một tập hợp chính tắc lớn là một tập hợp thống kê mà được dùng để đại diện cho các trạng thái có thể xảy ra của một cơ hệ nhiều hạt trong trạng thái cân bằng nhiệt và cân bằng hoá học với một nguồn nhiệt. Hệ này là hệ không cô lập nên nó có thể trao đổi vật chất và năng lượng với nguồn nhiệt, nên các trạng thái của hệ có thể khác nhau cả ở tổng năng lượng và tổng số hạt. Thể tích, hình dạng và các toạ độ bên ngoài được giữ không đổi trong tất cả các trạng thái của hệ.
Các thông số nhiệt động lực học của tập hợp chính tắc lớn là khả năng hoá học (kí hiệu: µ) và nhiệt độ tuyệt đối (kí hiệu: T). Tập hợp chính tắc lớn còn phụ thuộc vào một thông số cơ học là thể tích (kí hiệu: V) mà ảnh hưởng đến trạng thái tự nhiên bên trong của hệ. Do đó, tập hợp chính tắc lớn còn được gọi là tập hợp µVT, mỗi thông số này là một hằng số của tập hợp.

## Ứng dụng
Tập hợp chính tắc lớn là tập hợp các trạng thái mô tả có thể có của một hệ cô lập trong trạng thái cân bằng nhiệt và hóa học với một nguồn nhiệt (các dẫn xuất tiến hành dọc theo các dòng tương tự như dẫn xuất bồn tắm nhiệt của tập hợp vi chính tắc thông thường, và có thể được tìm thấy trong Reif). Tập hợp chính tắc lớn áp dụng cho các hệ thống có kích thước nhỏ hoặc lớn bất kỳ; chỉ cần giả định rằng nguồn nhiệt tiếp xúc với nó lớn hơn nhiều (VD, để lấy giới hạn vĩ mô).
Điều kiện cô lập hệ là cần thiết để đảm bảo nó có các đại lượng nhiệt động lực học và tiến hóa. Tuy nhiên, trong thực tế, cần áp dụng tập hợp chính tắc lớn để mô tả các hệ thống tiếp xúc trực tiếp với nguồn nhiệt, vì sự tiếp xúc đó đảm bảo trạng thái cân bằng. Việc sử dụng tập hợp chính tắc lớn trong các trường hợp này thường là hợp lí hoặc 1) bằng cách giả định rằng tiếp xúc là yếu, 2) bằng cách kết hợp một phần của kết nối nguồn nhiệt vào hệ thống được phân tích, để ảnh hưởng của kết nối trên các khu vực quan tâm được mô hình hóa chính xác. Ngoài ra, cách tiếp cận lí thuyết có thể được sử dụng để mô hình hóa ảnh hường tổng thể của kết nối, tạo ra một hệ thống thống kê mở.
Một trường hợp khác là khi xem xét một hệ thống lớn và nhiệt động lực học (một hệ thống "cân bằng với chính nó"). Ngay cả khi các điều kiện chính xác của hệ thống không thực sự cho phép thay đổi số năng lượng hoặc số hạt, tập hợp chính tắc lớn có thể được sử dụng để đơn giản hóa các tính toán của một số tính chất nhiệt động lực học. Lý do cho việc này là các nhóm nhiệt động khác nhau (vi chính tắc, chính tắc) trở thành tương đương trong một số khía cạnh với tập hợp chính tắc lớn, một khi hệ thống rất lớn.